# Potență (farmacologie)

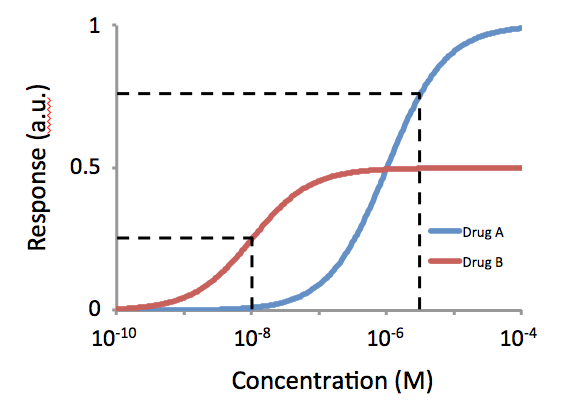
Curbele concentrație-răspuns care ilustrează conceptul de potență. Pentru un răspuns de 0,25 u.a., medicamentul B este mai potent, deoarece generează acest răspuns la o concentrație mai mică. Pentru un răspuns de 0,75 u.a., medicamentul A este mai potent. În acest context, u.a. se referă la „unități arbitrare”.

În farmacologie, potența este o măsură a activității medicamentului exprimată ca acea cantitate necesară pentru a produce un efect de o anumită intensitate. Un medicament foarte puternic activ (de exemplu, fentanil, alprazolam, risperidonă) induce un anumit efect la concentrații scăzute, în timp ce un medicament cu potență mai mică (meperidină, diazepam, ziprasidonă) induce același răspuns (cu intensitate comparabilă) doar la concentrații mai mari. Potența mai mare nu este neapărat corelată cu mai multe efecte secundare.